# Moranida peruviensis
Moranida peruviensis är en insektsart som beskrevs av Mansell 1983. Moranida peruviensis ingår i släktet Moranida och familjen Nemopteridae. Inga underarter finns listade i Catalogue of Life.